# バガニ
『バガニ』（原題: BAGANI）は、フィリピンのテレビドラマ。ABS-CBNで2018年3月5日から8月17日まで放送された。

## 登場人物
ラカス(Lakas)
演：エンリケ・ヒル
ガンダ(Ganda)
演：ライザ・ソベラノ
ラカム(Lakam)
演：マッテオ・ギディチェリ
ドゥマクレム(Dumakulem)
演：マキシグ・モラレス
リクシ(Liksi)
演：ザイジャン・ハラニジャ